# Flying the Flag (For You)
Chansons représentant le Royaume-Uni au Concours Eurovision de la chanson
Teenage Life
(2006) Even If
(2008)
Flying the Flag (For You) est la chanson du groupe britannique Scooch qui représente le Royaume-Uni au Concours Eurovision de la chanson 2007 à Helsinki, en Finlande.

## Eurovision 2007
La chanson est présentée en 2007 à la suite d'une sélection interne.
Elle participe directement à la finale du Concours Eurovision de la chanson 2007, le 12 mai 2007, le Royaume-Uni faisant partie du "Big 5".